# Ulpha
Ulpha – wieś i civil parish w Anglii, w Kumbrii, w dystrykcie (unitary authority) Cumberland. Leży 67 km na południe od miasta Carlisle i 376 km na północny zachód od Londynu. W 2011 roku civil parish liczyła 128 mieszkańców.